# Circuito Città di San Donà
Il Circuito Città di San Donà è una corsa in linea di ciclismo su strada riservata agli under 23, che si disputa in giugno a San Donà di Piave, in provincia di Venezia. È classificata UCI 1.19.

## Storia
Il circuito Città di San Donà viene organizzato dall'Unione Ciclistica Basso Piave, squadra dilettantistica con sede a San Donà di Piave, in provincia di Venezia, dove hanno militato tra gli altri Moreno Argentin ed Enrico Gasparotto.
La corsa, riservata prima ai dilettanti e poi agli under-23 e disputata per cinquantatré edizioni, si svolge in notturna lungo un circuito che attraversa il centro di San Donà di Piave. Nota in precedenza come circuito notturno di San Donà di Piave dal 2009 è stata ribattezzata Circuito Città di San Donà. Dal 2011 è stata aggiunta la denominazione Memorial Fortunato Cestaro per ricordare il Direttore Sportivo della squadra, deceduto nel 2010. Giovani velocisti come Sacha Modolo e Giacomo Nizzolo hanno vinto questa corsa prima di diventare professionisti.

## Albo d'oro
Aggiornato all'edizione 2014.
| Anno                                | Vincitore         | Secondo          | Terzo           |
| Circuito notturno San Donà di Piave |                   |                  |                 |
| ----------------------------------- | ----------------- | ---------------- | --------------- |
| 2004                                | Enrico Gasparotto |                  |                 |
| 2005                                | Stefano Basso     |                  |                 |
| 2006                                | Roberto Ferrari   |                  |                 |
| 2007                                | Fabrizio Amerighi | Alex Buttazzoni  | Andrea Piechele |
| 2008                                | Sacha Modolo      | Simone Ponzi     | Manuele Boaro   |
| Circuito Città di San Donà          |                   |                  |                 |
| 2009                                | Davide Gomirato   | Stefano Presello | Rafael Andriato |
| 2010                                | Giacomo Nizzolo   | Matteo Pelucchi  | Marco Benfatto  |
| 2011                                | Filippo Fortin    | Stefano Presello | Marco Benfatto  |
| 2012                                | Andrea Dal Col    | Davide Gomirato  | Massimo Coledan |
| 2013                                | Nicolas Marini    | Marco Gaggia     | Ignazio Moser   |
| 2014                                | Eugert Zhupa      | Francesco Rosa   | Damiano Cima    |